# Medford (Wisconsin)
Pour les articles homonymes, voir Medford.
La ville de Medford est le siège du comté de Taylor, dans le Wisconsin, aux États-Unis.
Un aéroport se situe à quelques kilomètres au sud-est de la ville.